# Marquigny
 Marquigny  es una población y comuna francesa, en la región de Champaña-Ardenas, departamento de Ardenas, en el distrito de Vouziers y cantón de Tourteron.

## Demografía
| 120 | 100 | 87 | 70 | 64 | 65 |
| Para los censos de 1962 a 1999 la población legal corresponde a la población sin duplicidades (Fuente: INSEE [Consultar]) |     |    |    |    |    |